# Außernzell
Außernzell è un comune tedesco di 1 444 abitanti, situato nel land della Baviera.